# Aralie
Slægten Aralie (Aralia) er udbredt i Østasien og Nordamerika. Det er løvfældende buske eller stauder med store, flerdobbelt snitdelte blade og blomsterne samlet i kugleformede stande. Skud og grene er ofte stærkt tornede.

Den blomstrer i august-september måned og bliver op til 130 cm.. Det er en hårdfør plante, der der trives bedst i enten sol eller halvskygge.

| Beskrevne arter |

- Havearalie (Aralia chinensis)
- Udo (Aralia cordata)
- Manchurisk aralie (Aralia elata)
- Amerikansk aralie (Aralia racemosa)
- Tornet aralie (Aralia spinosa)
- Siebolds aralie (Aralia sieboldii): se stuearalie-slægten (Fatsia)

| Andre arter |

- Aralia atropurpurea
- Aralia bipinnata
- Aralia cachemirica
- Aralia californica
- Aralia continentalis
- Aralia dasyphylla
- Aralia foliolosa
- Aralia hispida
- Aralia humilis
- Aralia nudicaulis
- Aralia stipulata